# If Everyone Cared
If Everyone Cared – ballada rockowa kanadyjskiego zespołu Nickelback wydana jako szósty singiel, promujący piątą studyjną płytę formacji All the Right Reasons. Premiera singla w Stanach Zjednoczonych miała miejsce 26 listopada, podobnie jak i w Kanadzie, dwa dni później singel ukazał się w Australii, natomiast w Niemczech singel ukazał się 8 grudnia 2006 roku. Na stronie B singla znalazły się utwory „Someday” oraz „Too Bad” w wersjach akustycznych z sesji dla Rolling Stone. Singel ukazał się w Europie nakładem wytwórni Roadrunner Records, oraz EMI Records w Kanadzie. Utwór z singlem dostępny był również w formacie digital download. „If Everyone Cared” został zamieszczony na 9 pozycji na krążku, trwa 3 minuty i 38 sekund i jest jednym z krótszych utworów zawartych na płycie. Okładka singla bywa często porównywana z okładką albumu studyjnego grupy The Beatles „Please Please Me”.

## Tekst
Tekst piosenki jest odniesieniem do romantycznego wieczoru pary. Refren utworu opowiada o tym że gdyby każdy troszczył się i nikt nie płakał, gdyby każdy kochał i nikt nie kłamał, gdyby każdy dzielił się z drugim, zobaczylibyśmy dzień w którym nikt nie umarł. Ostatnie dwie linijki tekstu otwierają możliwość, że cała piosenka jest świadectwem siły miłości osoby do nieujawnionej drugiej osoby, odnoszący się okresowo przez cały czas. W piosence ukazane są dwa typy miłości: romantyczna miłość (intymna miłość do innej osoby) i pełna współczucia miłość (miłość do wszystkich ludzi). Dochody wytworzone przez tę piosenkę zostały ofiarowane na rzecz ICA Canada.
Utwór utrzymany jest w melodyjnym balladowym brzmieniu, gdzie słychać jest dźwięki fortepianu, oraz gitar. W utworze tym podobnie jak w „Savin' Me”, słychać jest fortepian, na którym zagrał Tim „Timmy” Dawson, z obsługi technicznej grupy.

## Pozycje na listach
Singel z utworem dotarł do 1 miejsca na kanadyjskiej liście Canadian BDS Airplay Chart, zajął także wysokie 2 miejsce na oficjalnej kanadyjskiej liście singli, Canadian Airplay Chart. Na amerykańskich listach, Mainstream Rock Tracks utwór zajął 37 pozycję, natomiast na Billboard Hot 100 utwór zadebiutował na 50 pozycji, by ostatecznie dotrzeć do 17 lokaty. Utwór wszedł także do „Top 40" ARIA Singles 7 stycznia 2007 roku. Teledysk z utworem zajął 9 miejsce w zestawieniu VH1 „VH1's Top 40 Videos of 2007”. 12 stycznia 2008 zanotowano 1,110,819 ściągnięć utworu z internetu w formie digital download.

## Cele charytatywne
Całkowity koszt ze sprzedaży singla oraz teledysku do utworu pomiędzy lutym a lipcem 2007 roku zostały przeznaczone na cele charytatywne i podzielone pomiędzy dwie organizacje – Amnesty International oraz International Childrens’ Awareness Canada. Całkowity koszt ze sprzedaży wyniósł ponad 600,000 dolarów. Sam tekst utworu, jak i teledysk, mają na celu zachęcić ludzi do ulepszania ludzkiej cywilizacji.
Utwór w roku 2008 został nominowany do nagrody Grammy Awards w kategorii Nagroda Grammy w kategorii Best Rock Performance by a Duo or Group with Vocal. Utwór jest bardzo często wykonywany przez grupę na koncertach.

## Teledysk
Teledysk do utworu kręcono w październiku 2006 roku w Armoury Studios w Vancouver. Clip wyreżyserował Dori Oskowski (współpracujący również przy teledysku do utworu „Rockstar”), produkcją teledysku zajął się Justin Cronkit. Teledysk zaczyna się scenami ukazującymi grupę Nickelback wykonującą utwór w studiu w Vancouver, oraz przeplatanymi obrazkami i ujęciami video ukazującymi sprawiedliwość społeczną i prawa człowieka. Pokazana w filmie Betty Williams zorganizowała marsz 35,000 kobiet do miejsc pochówku trojga północnoirlandzkich dzieci po byciu świadkiem ich śmierci, Bob Geldof ruszając w górę Live Aid, Peter Benenson znany założyciel Amnesty International, i Nelson Mandela doprowadzając Afrykę Południową do jej pierwszych demokratycznych wyborów (które skończyły rasistowski reżim, który podzielił kraj na 46 lat). Video kończy się cytatem z Margaret Mead która czyta „nigdy nie należy wątpić, że grupka zaangażowanych ludzi może zmienić kształt świata. Rzeczywiście, to jest jedyna rzecz, która kiedykolwiek miała miejsce.”

## Lista utworów na singlu
Single CD
| Nr. |  | Tytuł                     | Tekst                            | Muzyka     | Długość |
| --- |  | ------------------------- | -------------------------------- | ---------- | ------- |
| 1.  |  | „If Everyone Cared”       | Chad Kroeger                     | Nickelback | 3:38    |
| 2.  |  | „Someday” (Acoustic Live) | Ch.Kroeger / R.Peake / M.Kroeger | Nickelback | 3:28    |
| 3.  |  | „Too Bad” (Acoustic Live) | Chad Kroeger                     | Nickelback | 3:53    |
|     |  |                           |                                  |            |         |

## Twórcy
Nickelback
- Chad Kroeger – śpiew, gitara rytmiczna, produkcja
- Ryan Peake – gitara prowadząca, wokal wspierający
- Mike Kroeger – gitara basowa
- Daniel Adair – perkusja, wokal wspierający

Muzycy sesyjni:
- Tim „Timmy” Dawson – fortepian

Produkcja
- Nagrywany: luty – wrzesień 2005 roku w studiu „Mountain View Studios” w Abbotsford (Kolumbia Brytyjska)
- Producent muzyczny: Chad Kroeger, Joe Moi
- Realizator nagrań: Chad Kroeger, Joe Moi
- Mastering: Ted Jensen w „Sterling Sound”
- Miks: Mike Shipley (utwory 3 oraz 6) w „The Warehouse Studios” w Vancouver
- Asystent inżyniera dźwięku: Zach Blackstone
- Obróbka cyfrowa: Joe Moi, Ryan Andersen
- Koordynator prac albumu: Kevin Zaruk

Pozostali
- Manager: Bryan Coleman
- Aranżacja: Chad Kroeger, Ryan Peake, Mike Kroeger, Daniel Adair
- Tekst piosenki: Chad Kroeger
- Zdjęcia: Richard Beland
- Zdjęcia w studio: Kevin Estrada
- Wytwórnia: Roadrunner Records
- Pomysł okładki: Nickelback

## Pozycje
| Lista                                        | Najwyższa pozycja |
| -------------------------------------------- | ----------------- |
| U.S. Billboard Hot 100                       | 17                |
| U.S. Billboard Pop 100                       | 12                |
| U.S. Billboard Hot Mainstream Rock Tracks    | 37                |
| U.S. Billboard Hot Adult Contemporary Tracks | 17                |
| [ARC Weekly Top 40                           | 7                 |
| Canadian Airplay Chart                       | 1                 |
| Canadian Singles Chart                       | 2                 |
| Austrian Singles Chart                       | 12                |
| Swiss Singles Chart                          | 19                |
| German Singles Chart                         | 21                |
| Australian ARIA Singles Chart                | 32                |